# Xã Brunson, Quận Tripp, South Dakota
Xã Brunson (tiếng Anh: Brunson Township) là một xã thuộc quận Tripp, tiểu bang Nam Dakota, Hoa Kỳ. Năm 2010, dân số của xã này là 48 người.